# Lijst van nummer 1-hits in de Graadmeter in 2016
Deze lijst bevat de nummer 1-hits in de Graadmeter van Pinguin Radio in 2016. De posities in de Graadmeter zijn negatief; het gaat hier dus eigenlijk om de nummer -1-hits.

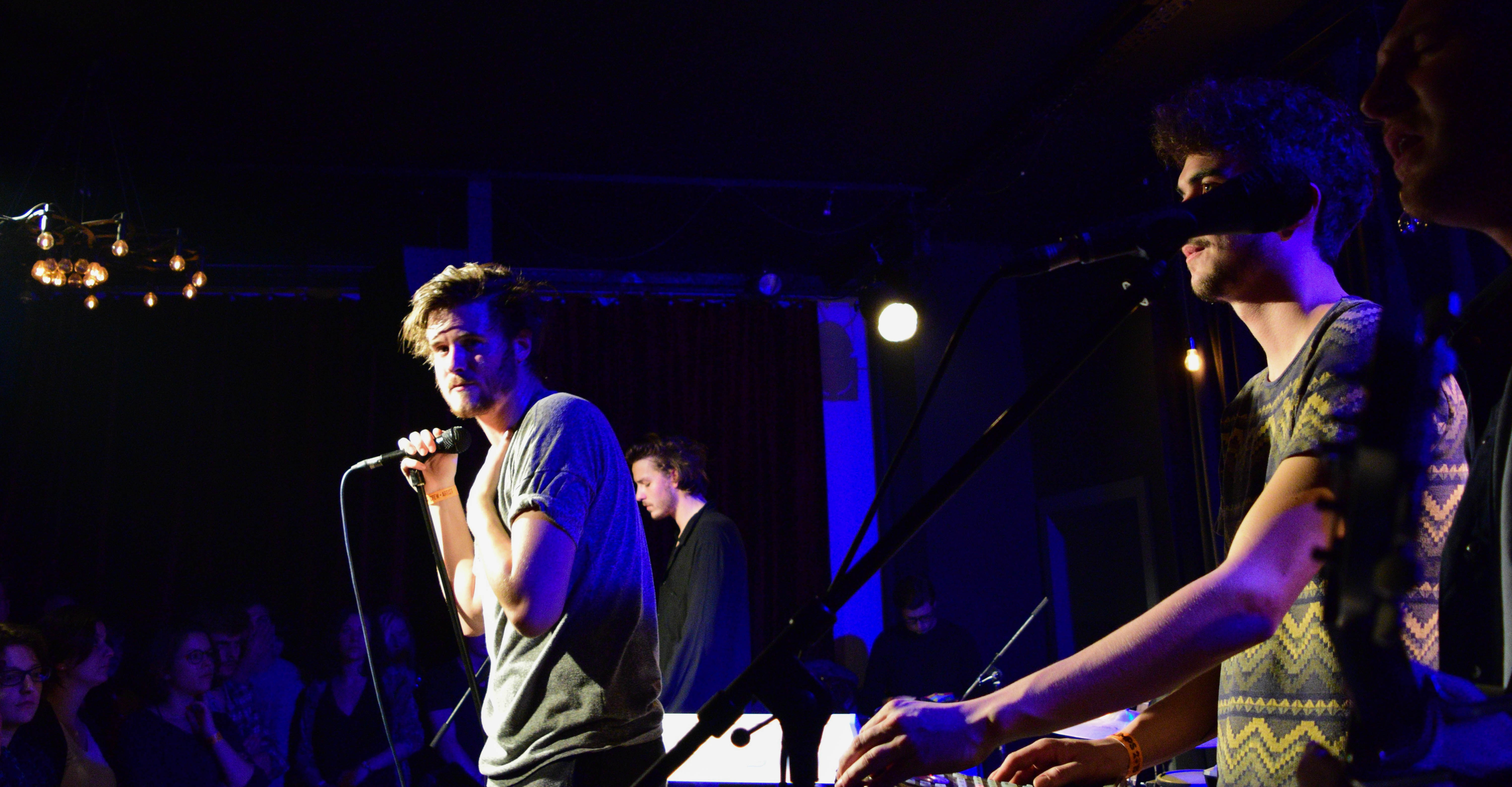
Op 10 januari 2016 kwam de single Goud van de Belgische band Bazart op de hoogste positie van de Graadmeter terecht. Bazart scoorde meerdere hits met de singles afkomstig van het debuutalbum Echo. Het leverde de band een optreden op Pinkpop op. Drie van de vijf singles belandden op -1 in de Graadmeter.

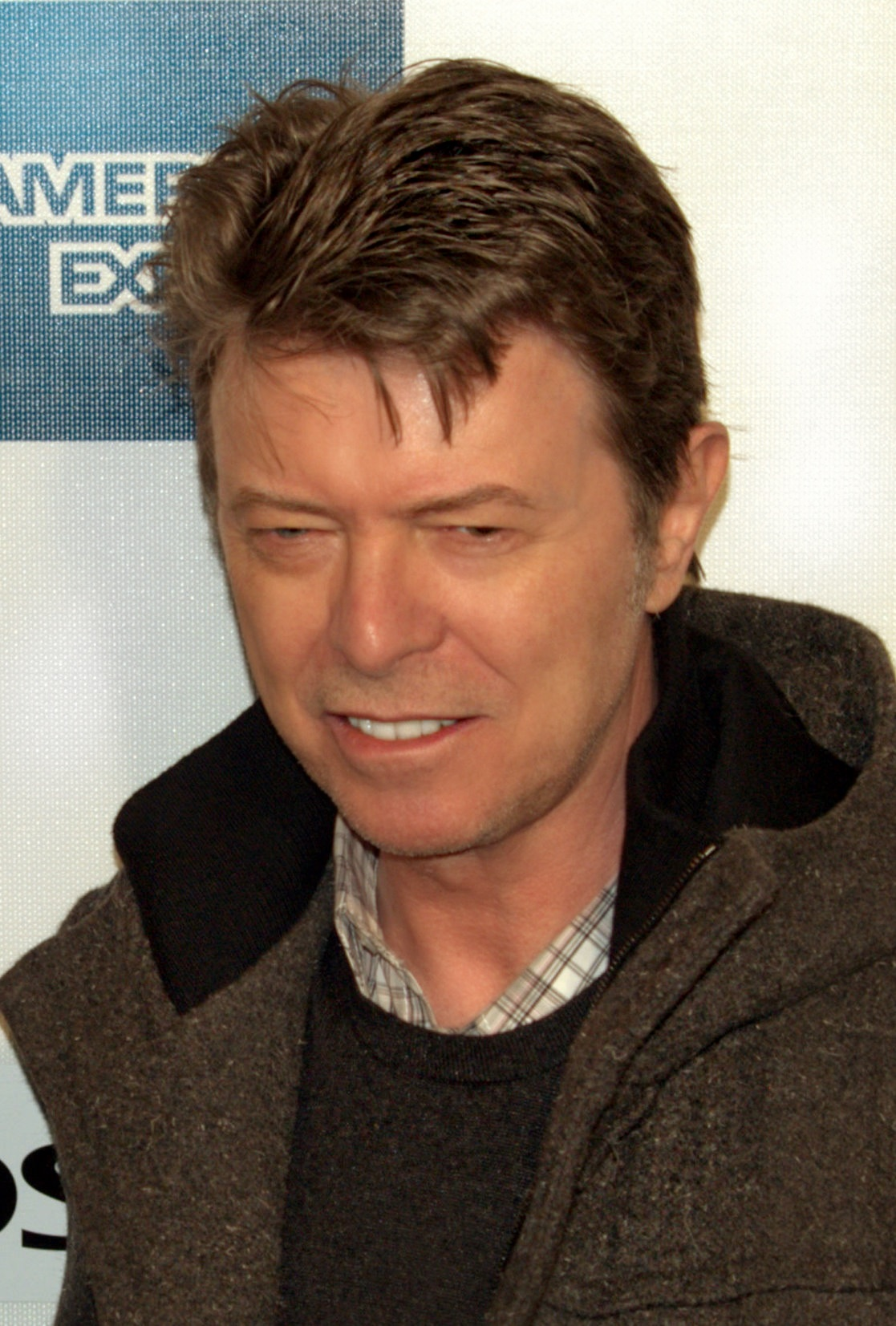
De Engelse zanger David Bowie overleed op 10 januari 2016. Zijn toen recentste single Lazarus stond daarna vijf opeenvolgende weken op -1 in de Graadmeter.

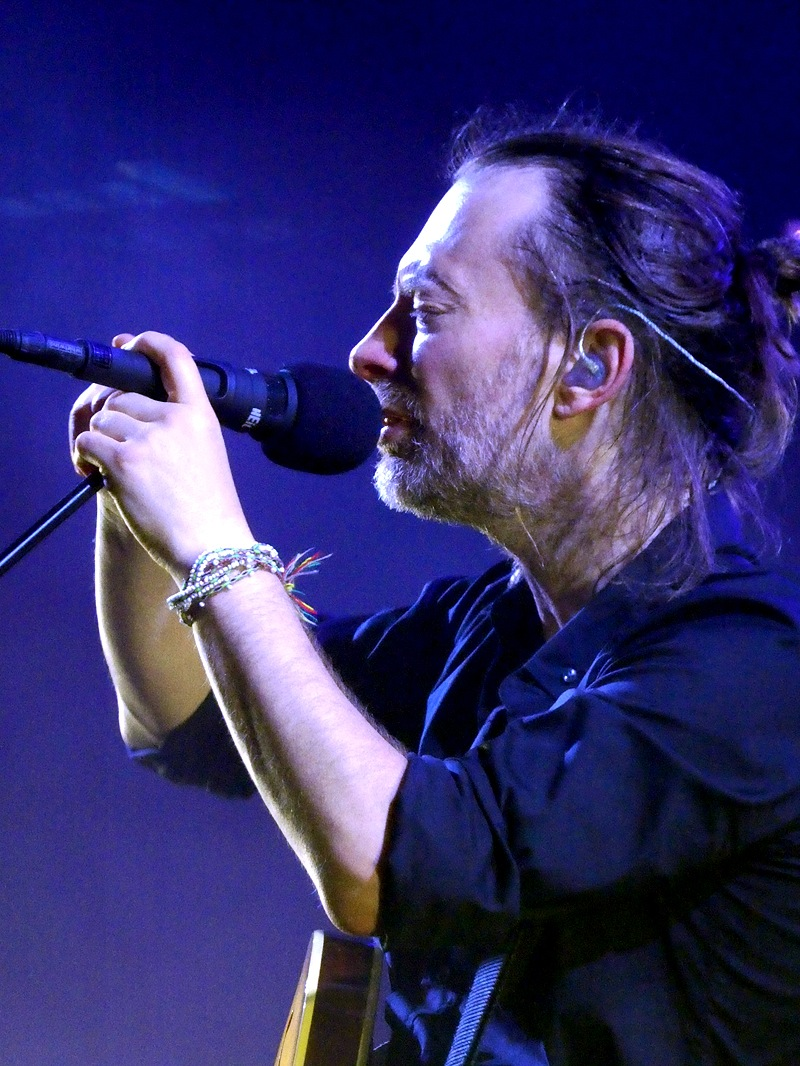
De Engelse band Radiohead voerde in 2016 in totaal elf weken de lijst aan. Het nummer Spectre belandde op 28 februari op -1. Het was oorspronkelijk geschreven als titelsong voor de gelijknamige Bondfilm en stond op de B-zijde van de 7"-single Burn the witch. Deze single is afkomstig van het op 8 mei 2016 uitgebrachte album A moon shaped pool. Burn the witch stond in totaal zeven weken op -1 in de Graadmeter waarvan vijf weken opeenvolgend. Decks dark, eveneens afkomstig van genoemd album, verscheen niet als single maar stond twee weken op -1.

| Datum        | Artiest                 | Titel                 |
| ------------ | ----------------------- | --------------------- |
| 3 januari    | Pumarosa                | Priestess             |
| 10 januari   | Bazart                  | Goud                  |
| 17 januari   | David Bowie             | Lazarus               |
| 24 januari   | David Bowie             | Lazarus               |
| 31 januari   | David Bowie             | Lazarus               |
| 7 februari   | David Bowie             | Lazarus               |
| 14 februari  | David Bowie             | Lazarus               |
| 21 februari  | The Last Shadow Puppets | Bad habits            |
| 28 februari  | Radiohead               | Spectre               |
| 6 maart      | Radiohead               | Spectre               |
| 13 maart     | Yeasayer                | I am chemistry        |
| 20 maart     | The Yukon Club          | Absence               |
| 27 maart     | Lonely the Brave        | Black mire            |
| 3 april      | Mala Vita               | Top of the world      |
| 10 april     | Lonely the Brave        | Black mire            |
| 17 april     | Mala Vita               | Top of the world      |
| 24 april     | Mala Vita               | Top of the world      |
| 1 mei        | Parquet Courts          | Berlin got blurry     |
| 8 mei        | Biffy Clyro             | Wolves of winter      |
| 15 mei       | Radiohead               | Burn the witch        |
| 22 mei       | Radiohead               | Burn the witch        |
| 29 mei       | Radiohead               | Burn the witch        |
| 5 juni       | Radiohead               | Burn the witch        |
| 12 juni      | Radiohead               | Burn the witch        |
| 19 juni      | Drive Like Maria        | Keeps me going        |
| 26 juni      | Drive Like Maria        | Keeps me going        |
| 3 juli       | Dinosaur Jr.            | Tiny                  |
| 10 juli      | Dinosaur Jr.            | Tiny                  |
| 17 juli      | Radiohead               | Burn the witch        |
| 24 juli      | Radiohead               | Burn the witch        |
| 31 juli      | Lonely The Brave        | Diamond days          |
| 7 augustus   | Lonely The Brave        | Diamond days          |
| 14 augustus  | Bazart                  | Chaos                 |
| 21 augustus  | Biffy Clyro             | Animal style          |
| 28 augustus  | Pixies                  | Um chagga lagga       |
| 4 september  | Radiohead               | Decks dark            |
| 11 september | Radiohead               | Decks dark            |
| 18 september | Agnes Obel              | Familiar              |
| 25 september | Agnes Obel              | Familiar              |
| 2 oktober    | Black Mountain          | Florian saucer attack |
| 9 oktober    | Black Mountain          | Florian saucer attack |
| 16 oktober   | Pumarosa                | Honey                 |
| 23 oktober   | Pumarosa                | Honey                 |
| 30 oktober   | Pumarosa                | Honey                 |
| 6 november   | Pumarosa                | Honey                 |
| 13 november  | Highly Suspect          | My name is human      |
| 20 november  | Beware of Darkness      | Dope                  |
| 27 november  | Black Honey             | Hello today           |
| 4 december   | Black Honey             | Hello today           |
| 11 december  | Harlea                  | Miss me               |
| 18 december  | Bazart                  | Nacht                 |
| 25 december  | Bazart                  | Nacht                 |